# Міреслеу (комуна)
Міреслеу (рум. Mirăslău) — комуна у повіті Алба в Румунії. До складу комуни входять такі села (дані про населення за 2002 рік):
- Деча (747 осіб)
- Лопадя-Веке (340 осіб)
- Міреслеу (908 осіб) — адміністративний центр комуни
- Орменіш (118 осіб)
- Ракіш (21 особа)
- Чикеу (200 осіб)

Комуна розташована на відстані 284 км на північний захід від Бухареста, 33 км на північ від Алба-Юлії, 46 км на південь від Клуж-Напоки.

## Населення
За даними перепису населення 2002 року у комуні проживали 2334 особи.
Національний склад населення комуни:
| Національність | Кількість осіб | Відсоток |
| -------------- | -------------- | -------- |
| румуни         | 1667           | 71,4%    |
| угорці         | 627            | 26,9%    |
| цигани         | 38             | 1,6%     |
| німці          | 1              | < 0,1%   |
| словаки        | 1              | < 0,1%   |

Рідною мовою назвали:
| Мова      | Кількість осіб | Відсоток |
| --------- | -------------- | -------- |
| румунська | 1705           | 73,1%    |
| угорська  | 625            | 26,8%    |
| циганська | 3              | 0,1%     |
| словацька | 1              | < 0,1%   |

Склад населення комуни за віросповіданням:
| Релігія            | Кількість осіб | Відсоток |
| ------------------ | -------------- | -------- |
| православні        | 1549           | 66,4%    |
| реформати          | 583            | 25,0%    |
| греко-католики     | 93             | 4,0%     |
| баптисти           | 38             | 1,6%     |
| римо-католики      | 14             | 0,6%     |
| п'ятдесятники      | 8              | 0,3%     |
| адвентисти         | 1              | < 0,1%   |
| унітарії           | 1              | < 0,1%   |
| не вказали релігію | 3              | 0,1%     |